# Конгрес потлачених народа Аустроугарске
Конгрес потлачених народа Аустроугарске монархије одржан је крајем Првог светског рата у Риму у Краљевини Италији, између 8. и 10. априла 1918. године. Скупу су присуствовале чехословачка, пољска, италијанска, југословенска и румунска делегација из Аустроугарске, након објављивања Вилсонових 14 тачака. Конгрес је представљао почетак стварне подршке покретима за независност у периоду распада Аустроугарске. Украјинске или русинске делегације нису биле позване на Конгрес због приговора које су изнели пољски представници.
Одлука о одржавању овог догађаја донета је након што су председници влада Италије Виторио Емануеле Орландо и Никола Пашић у име Краљевине Србије изразили забринутост поводом раније изјаве Дејвида Лојд Џорџа да распад Аустроугарске није један од ратних циљева његове алијансе. Орландо и Пашић су одлучили да дају предност праву народа на самоопредељење пре разматрања будућих граница на Јадранском мору око којих су се ове две земље потенцијално спориле. Конгрес је одбацио аустрофилске предлоге о наставку постојања монархије као гаранта против насилног и искључивог национализма у региону, те је уместо тога рат представљен као сукоб демократије и аутократије.
Поред представника потлачених народа, све земље Антанте и Сједињене Америчке Државе послале су своје амбасадоре. Конгрес је закључио да сви народи који су у потпуности или делимично били потчињени Аустроугарској имају право на пуну независност. Церемонијалну одлуку направио је председник владе Италије Виторио Емануеле Орландо, који је одлучио да прими делегацију будуће суседне југословенске државе пре било које друге делегације на Конгресу. Чехословачку делегацију предводили су Едвард Бенеш и Милан Растислав Штефаник, при чему су сви словачки и чешки делегати били део делегације Чехословачког националног савета. Учесници су се сложили да одложе било какве међусобне спорове који би могли да помогну ратним напорима Централних сила или да негативно утичу на јавно мњење Савезника.
Важан предуслов за италијански пристанак на организацију Конгреса постигнут је током састанака одржаних 14. и 18. децембра 1917. у дому Викама Стида, где се Југословенски одбор начелно сложио да прихвати каснији споразум Торе-Трумбић (7. марта 1918) о принципима разграничења између Италије и будуће југословенске државе. 29. маја 1918. године, Стејт департмент Сједињених Америчких Држава изразио је снажно интересовање владе САД за рад Конгреса и искрене симпатије према чехословачким и југословенским националним циљевима.